# Natalus lanatus
Natalus lanatus es una especie de murciélago de la familia Natalidae. No obstante, diferentes estudios no han apoyado la presencia de la misma (López-Wilchis et al., 2012; López-Wilchis et al., 2021).  

## Características
El pelaje en el vientre de Natalus lanatus es bicolor, con la base oscura y la punta más clara, característica que lo diferencia de la otra especie de Natalus, conocida como Natalus mexicanus, cuyo pelaje es más uniforme. Se alimenta de insectos, y sobrevuela con agilidad la vegetación del sotobosque en busca de presas.

## Distribución geográfica
Se distribuye en cadenas montañosas entre los 1.000 y 1.600 metros, siendo endémico de México (Chihuahua, Durango, Guerrero, Jalisco, Nayarit, Sinaloa y Veracruz). Recientemente, se encontraron ejemplares del murciélago bicolor en Monteverde y en Orosi, Costa Rica, por lo que se presume que también habita en otras zonas de Centroamérica.